# Тия
Тия (также Тейе, ок. 1398 до н. э. — 1338 до н. э.) — Великая супруга египетского фараона Аменхотепа III (XVIII династия), мать фараона-реформатора Эхнатона, бабушка Тутанхамона. Известна политической активностью.

## Происхождение
Матерью царицы была управительница двух гаремов богов Мина и Амона по имени Туйя, а отцом — жрец бога Мина и военный колесничий Юя (Йуйя). Тия прямо не принадлежала к царской семье, хотя её мать иногда называют потомком царицы Яхмос-Нефертари.
Существует несколько версий о происхождении отца Тии. Созвучность имён супругов Туя и Юя (ставших известными благодаря сделанному в честь свадьбы Тии и Аменхотепа скарабею) с семитскими дала основание отдельным египтологам размышлять о его неегипетском происхождении. Возможно, он был воспитанным в Египте сирийским принцем.
Он мог прибыть из Митанни, откуда относительно недавно в Египет пришло мастерство коневодства, а обязанности Юи предполагали управление с лошадьми. Также Юя мог быть потомком иммигрантов из соседних северных стран, властвовавших в данном регионе 100 лет назад гиксосов. Высказывалось пока не подтверждённое предположение, что Юя мог приходиться братом царицы Мутемуйи, супруги фараона Тутмоса IV. В этом случае Юя приходился дядей, а Тия — кузиной фараону Аменхотепу III.
Гастон Масперо показал египетское происхождение его имени. Принято считать, что Юя происходил из знатной семьи города Ахмима (в Верхнем Египте).
Когда в 1905 году английский египтолог Джеймс Эдвард Квибелл, работавший от имени Теодора М. Дэвиса, обнаружил гробницу (KV46) родителей Тии, гипотезы об иностранных корнях родителей Тии пошатнулись — у мумий была типично египетская внешность, ни одного предмета неегипетского происхождения в погребении не обнаружилось.
Братьями Тии были жрецы Анен и Эйе. Последний имел большую власть в правление Эхнатона и Тутанхамона, став правителем Хеперхепруре Эйе после их смерти.

## Царица
Аменхотеп III женился на Тии, будучи наследным принцем или же на втором году своего правления (1385 год до н. э.). У Аменхотепа III и Тии было по крайней мере шесть детей: два сына (умерший в юности Тутмос и Эхнатон), четыре дочери (Ситамон, Исиду, Небетах и Хенуттанеб). Аменхотеп IV (Эхнатон), в 1364 году до н. э. стал фараоном и ввёл культ Атона (атонизм). Возможно, недолго правивший Сменхкара также был одним из сыновей Тии.
Сохранился отрывок из письма митаннийского царя Тушратты Аменхотепу IV, в котором он упоминает о значительной роли Тии в политике Аменхотепа III:

«Все слова, которыми я обменивался с твоим отцом, — твоя мать Тия их знала. Никто, кроме неё, не знал их, но у неё ты можешь обо всём узнать... С самого начала моего правления, всё время, пока Аменхотеп III, твой отец, писал мне, он непрестанно писал только о мире... Тия... знала все слова твоего отца, постоянно писавшего мне. Именно Тию, твою мать, ты можешь расспросить обо всём, о чём тогда шла речь...» (Амарнские письма, ЕА 28 и 29).

Могущество царицы особенно явственно проявилось, когда она занялась строительством собственного храма в Нубии на территории современного Судана. Взяв на себя функции «начальницы строительных работ», она прославила царскую власть традиционным способом — воздвигнув новый храм.

## Гробница и мумия
Вероятно, первоначально Тия была похоронена в гробнице Эхнатона в Ахетатоне, вместе с сыном Эхнатоном и внучкой Макетатон.
Затем, после крушения культа Атона, царские мумии были вывезены из Ахетатона и перезахоронены в Долине царей в гробнице KV55. Там обнаружены надписи и вещи связанные с Тией, позолоченное похоронное изображение её с Эхнатоном. Фрагменты мумии, лежащие там, первоначально были приняты за неё, но потом опознаны как мужские. В другой гробнице WV22 Аменхотепа II обнаружены ушебти Тии.

## Палеогенетика
Тестом ДНК мумия Тии в феврале 2010 года идентифицирована в гробнице KV35, куда царицу окончательно перезахоронили в древности. Это мумия Старшей дамы, лежащая рядом со своей пока неидентифицированной дочерью KV35YL, приходящейся матерью Тутанхамону. В этой же гробнице захоронен муж Тии — фараон Аменхотеп III. По материнской линии митохондриальная гаплогруппа K передалась от Туи к Тие, к исторически неизвестной матери Тутанхамона (младшей леди КВ35), к Тутанхамону.
В 2020 году учёными была осуществлена реконструкция внешности Тии в юности.

## Галерея
- Тия. Фрагмент статуи из заупокойного храма её мужа Аменхотепа III в Фивах, известной как «Колоссы Мемнона».
- Тия. Лувр
- Кварцитовая голова, ок. 1353 –1336 годы до н.э. Метрополитен-музей
- Парная статуя Тии и её супруга в Каирском египетском музее
- Аменхотеп III и Тия под лучами Атона. Изготовлено в правление Эхнатона
- Мумия Тии
- Мать Тии — Туя
- Отец Тии — Иуйя